# Estertor
Estertor o crepitante ( latín stert(ere)  "roncar" + -ōr(em)) en medicina son ruidos anormales durante la respiración originados por el paso de aire por los alveolos.

## Características
Son ruidos respiratorios sensibles a la auscultación mediante el estetoscopio y signo de enfermedad alveolar o parenquimatosa.

## Clasificación
Según el sonido, se clasifican en húmedos y secos.
Los estertores húmedos son originados por la presencia de líquido en el alveolo. Este líquido puede ser sangre (hemorragia), pus (neumonía) o edema de origen cardiogénico debido a una insuficiencia cardíaca congestiva.
Los estertores secos son debidos a enfermedades intersticiales difusas del pulmón, como la fibrosis quística. Se aprecia un ruido semejante al separar un velcro.